# Bagnolo del Salento
Bagnolo del Salento (Bagnulu in dialetto salentino, fino al 1862 chiamata Bagnolo) è un comune italiano di 1 708 abitanti della provincia di Lecce in Puglia. Nel referendum monarchia-repubblica del 1946, col 99,41% di voti a favore della prima, fu il comune più monarchico d'Italia.

## Geografia fisica

### Territorio
Il territorio del comune di Bagnolo del Salento, che si estende per 6,76 km² nel versante orientale della penisola salentina, presenta una morfologia omogenea ed è compreso tra gli 82 e i 104 m s.l.m., con un'escursione altimetrica complessiva pari a 22 metri.
È situato nell'ondulato altipiano a nord est di Maglie in prossimità del gradino occidentale della Serra di Montevergine.
Confina a nord con il comune di Castrignano de' Greci, a est con il comune di Cannole, a sud con i comuni di Palmariggi e Maglie e a ovest con il comune di Cursi.
- Classificazione sismica: zona 4 (sismicità molto bassa), Ordinanza PCM n. 3274 del 20/03/2003

### Clima
Dal punto di vista meteorologico Bagnolo del Salento rientra nel territorio del Salento orientale che presenta un clima mediterraneo, con inverni miti ed estati caldo umide. In base alle medie di riferimento, la temperatura media del mese più freddo, gennaio, si attesta attorno ai +9 °C, mentre quella del mese più caldo, agosto, si aggira sui +24,7 °C. Le precipitazioni, frequenti in autunno ed in inverno, si attestano attorno ai 626 mm di pioggia/anno. La primavera e l'estate sono caratterizzate da lunghi periodi di siccità.
Facendo riferimento alla ventosità, i comuni del Salento orientale sono influenzati fortemente dal vento attraverso correnti fredde di origine balcanica, oppure calde di origine africana.
| Bagnolo del Salento        | Mesi | Mesi | Mesi | Mesi | Mesi | Mesi | Mesi | Mesi | Mesi | Mesi | Mesi | Mesi | Stagioni | Stagioni | Stagioni | Stagioni | Anno |
| Bagnolo del Salento        | Gen  | Feb  | Mar  | Apr  | Mag  | Giu  | Lug  | Ago  | Set  | Ott  | Nov  | Dic  | Inv      | Pri      | Est      | Aut      | Anno |
| -------------------------- | ---- | ---- | ---- | ---- | ---- | ---- | ---- | ---- | ---- | ---- | ---- | ---- | -------- | -------- | -------- | -------- | ---- |
| T. max. media (°C)         | 14,9 | 15,7 | 17,9 | 20,2 | 26,8 | 32,1 | 33,1 | 33,4 | 30,6 | 26,4 | 19,0 | 15,2 | 15,3     | 21,6     | 32,9     | 25,3     | 23,8 |
| T. min. media (°C)         | 11,1 | 12,2 | 13,3 | 15,4 | 17,1 | 17,9 | 18,8 | 19,9 | 14,9 | 13,0 | 11,8 | 7,1  | 10,1     | 15,3     | 18,9     | 13,2     | 14,4 |
| Precipitazioni (mm)        | 71   | 60   | 65   | 40   | 33   | 20   | 16   | 22   | 49   | 80   | 97   | 74   | 205      | 138      | 58       | 226      | 627  |
| Umidità relativa media (%) | 78,7 | 78,2 | 77,8 | 77,3 | 76,2 | 72,9 | 70,9 | 72,4 | 76,5 | 79,2 | 80,5 | 80,3 | 79,1     | 77,1     | 72,1     | 78,7     | 76,7 |

- Classificazione climatica di Bagnolo del Salento:[6]
  - Zona climatica: C
  - Gradi giorno: 1231

## Origini del nome
Il nome viene fatto derivare dal latino Balneum-Balneolum ("bagno") in quanto tradizionalmente si ritiene che il centro sia sorto in epoca romana e avrebbe ospitato stabilimenti termali. Nel tempo, a partire dal periodo normanno, il casale è citato nei documenti con le diciture Banghiolo, Bagniulo, Balneolus.
Recenti studi, in contrapposizione a tale teoria, individuano l'origine del toponimo nella parola greco-bizantina Βαλανεῖον (Balaneîon in greco classico; Valanìon in grico e greco moderno), stante a significare, più genericamente, "Vasca", a riprova di un antico insediamento formatosi contestualmente al fiorire dell'antica e ormai desueta produzione del calcestruzzo. Le antiche vasche, di cui si attesta la presenza nel sentire popolare, in cui questo matierale sarebbe stato prodotto avrebbero conferito nei secoli al paese il nome attuale.
Rimarrebbe, con tale teoria, fondamentale la presenza delle falde acquifere sotterranee, essendo l'acqua elemento essenziale nella produzione del calcestruzzo.

## Storia
La presenza umana nella zona risale all'età del bronzo come testimoniato dalla presenza di alcuni menhir. Secondo la tradizione, ripresa anche da molti studiosi locali, la fondazione del centro è da ricondurre all'epoca romano-imperiale, al tempo dell'imperatore Vespasiano, periodo in cui Otranto divenne una colonia romana. Sorse col nome di Bagneum e avrebbe ospitato siti termali.
Sicuramente fu centro bizantino e successivamente normanno. Nel 1190 l'allora casale Balneoli venne assegnato da Tancredi d'Altavilla al barone Ruggero Montefusco, in compenso per aver contribuito alla liberazione dei suoi familiari esiliati in Grecia da Ruggero II.
Nel 1332 il feudo era sotto la signoria della famiglia Castruccio, passò poi ai Costello. Nel 1400 divenne di proprietà di Maria d'Enghien, moglie di Raimondello Orsini del Balzo, che il 12 agosto 1429 lo vendette all'ospedale di Santa Caterina in Galatina, fondato dal marito e guidato dai frati minori francescani. Da quella data le vicende di Bagnolo furono legate esclusivamente all'Istituto Cateriniano fino all'eversione della feudalità e alla soppressione, nel 1807, delle attività degli olivetani, subentrati ai francescani nel 1507.
Nel 1485 re Ferdinando I di Napoli infeudo Giovanni Castriota, figlio di Giorgio, con le terre di San Pietro in Galatina e Soleto col titolo di duca e conte. Più tardi egli ebbe la giurisdizione criminale sulle terre di Torrepaduli, Bagnolo e Aradeo.

### Simboli
Lo stemma e il gonfalone sono stati riconosciuti con decreto del capo del governo del 15 aprile 1929.
L'attuale stemma di Bagnolo del Salento mostra una sirena, dalle forme prosperose, in atto di suonare la lira.
Il gonfalone è un drappo di azzurro.

## Monumenti e luoghi d'interesse

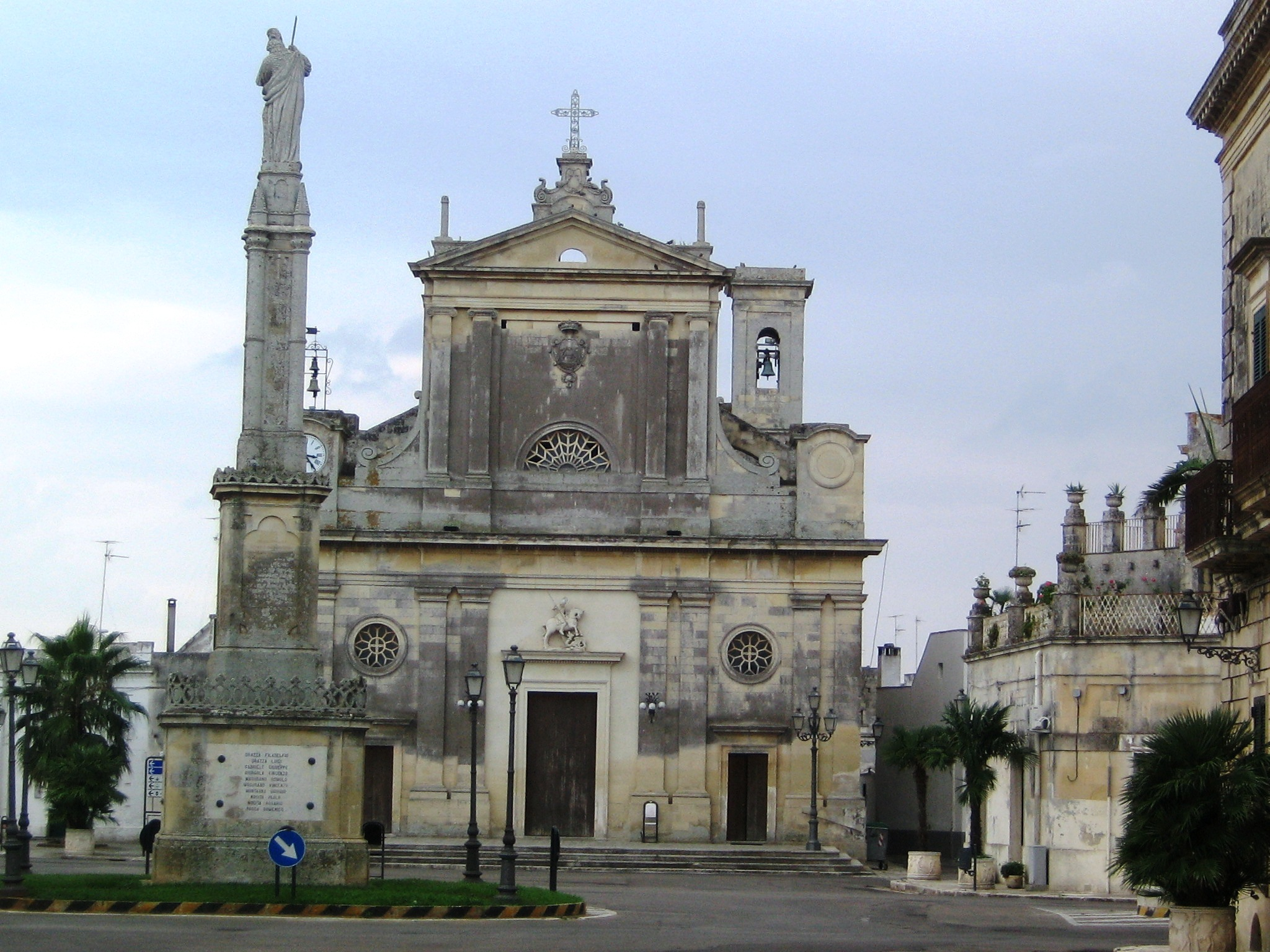
Chiesa madre e colonna di San Giorgio

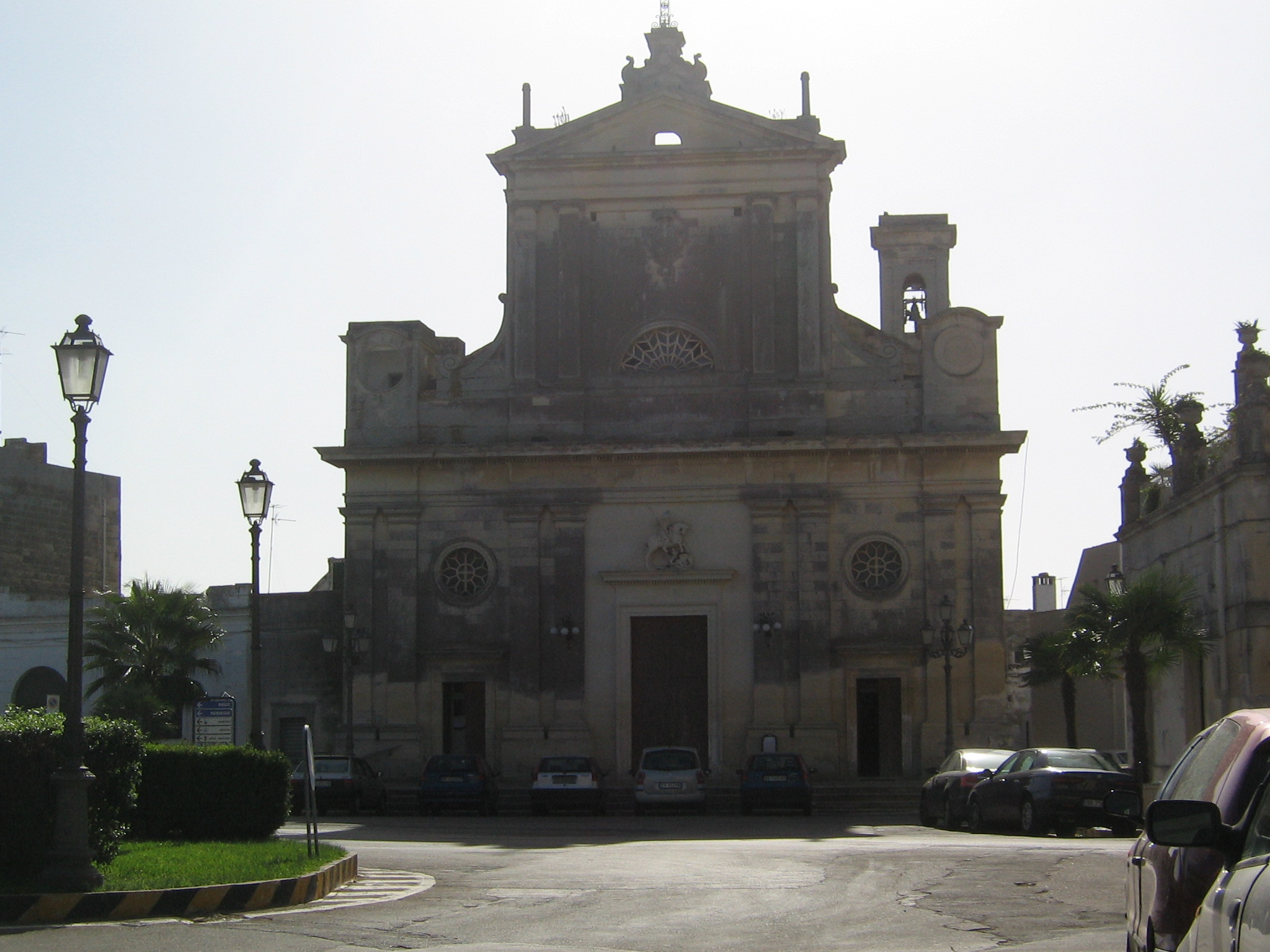
Chiesa madre

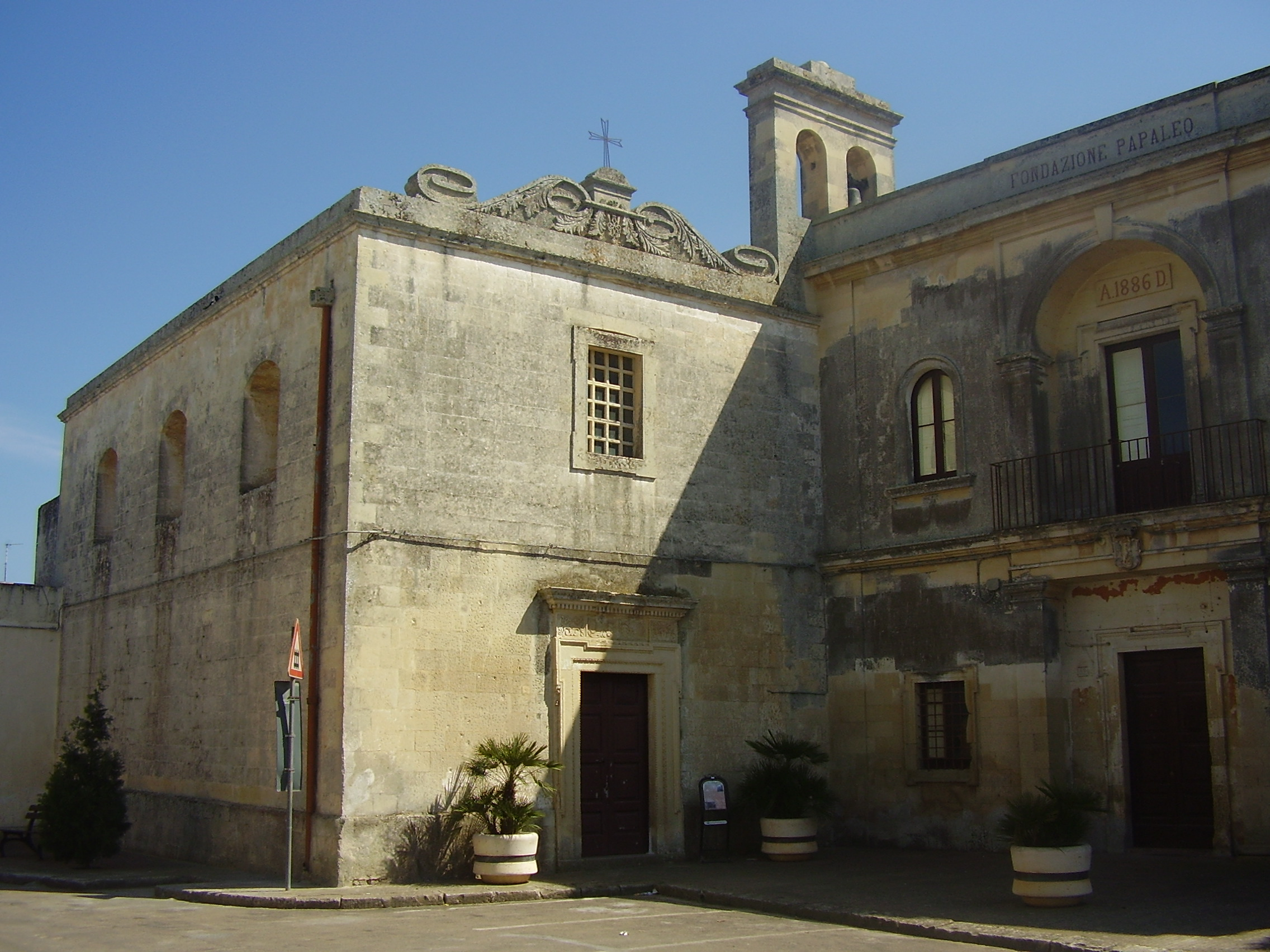
Chiesa di Santa Maria dei Martiri

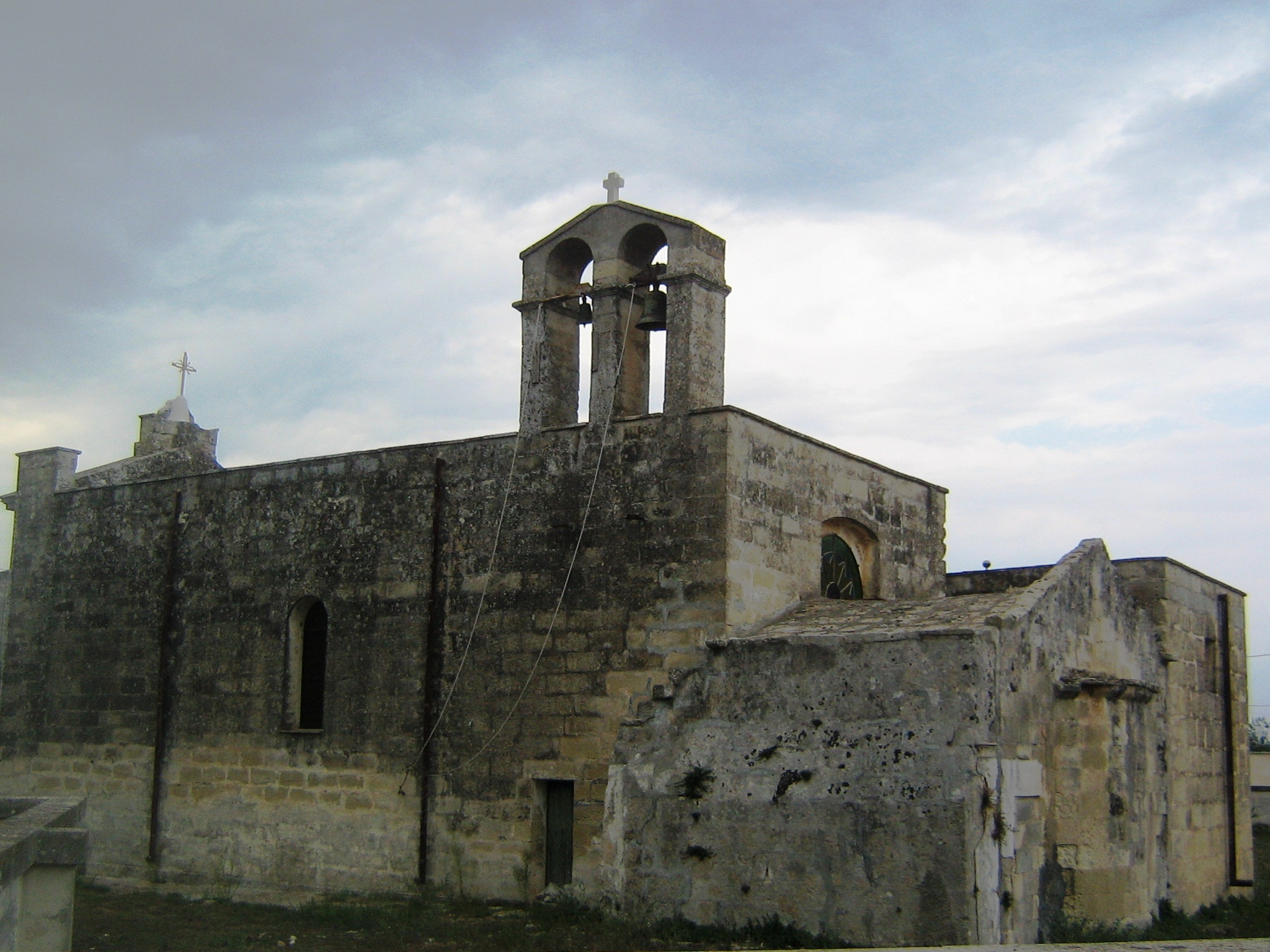
Chiesa Mater Domini

### Architetture religiose

#### Chiesa madre di San Giorgio
L'attuale chiesa sorge sulle fondamenta dell'antica parrocchiale risalente al XV secolo. Fu ricostruita tra la fine del 1848 e il 1851 e consacrata dal vescovo di Otranto Vincenzo Andrea Grande il 3 settembre dello stesso anno.
La facciata è in stile neoclassico a doppio ordine coronata da un timpano triangolare. Sull'architrave del portale centrale è posizionata la statua equestre di san Giorgio, proveniente dal precedente edificio.
L'interno ha un'aula divisa in tre navate da dieci colonne, di cui quattro inglobate nei muri, e possiede una copertura con volta a spigolo. Conserva alcune opere dell'antica chiesa. Nel presbiterio, dominato dal settecentesco organo ligneo stuccato, accoglie l'altare maggiore in marmo policromo. Lungo le navate vi sono gli altari minori dedicati a san Giuseppe, alla Vergine del Rosario con tela cinquecentesca, al Crocifisso con opera in legno di fine Cinquecento attribuibile al gallipolino Genuino Vespasiano, a san Giorgio con tela risalente al XVII secolo, alla Madre del Buon Consiglio e alla Madonna del Carmine con tela anteriore al 1750.
Proveniente dall'antica chiesa è anche la statua processionale in legno veneziano di san Giorgio.

#### Chiesa di Santa Maria dei Martiri
La chiesa fu edificata alla fine del XV secolo e conserva un'immagine bizantina della Madonna. L'intitolazione originaria a Santa Maria dei Martiri è in ricordo dell'eccidio di Otranto del 1480. Nel 1587 diviene cappella dei Padri Conventuali ed è per questo conosciuta anche come chiesa di san Francesco.
L'attuale fisionomia si deve ai lavori di restauro eseguiti nel 1707. Nel XIX secolo, soprattutto dopo la soppressione del monastero nel 1809 per le leggi napoleoniche, la chiesa divenne luogo di sepoltura del paese e vi rimane fino al collaudo del cimitero comunale nel 1885.
L'interno ha una pianta ad aula unica e presenta sei altari barocchi in pietra leccese dedicati al Santissimo Sacramento, a san Francesco d'Assisi, a san Giuseppe da Copertino, a sant'Antonio da Padova, alla Madonna dei Martiri e al Crocifisso.

#### Chiesa Mater Domini
La chiesa di Mater Domini, di origine bizantina, fu ricostruita nel 1921 mantenendo dell'antico edificio solo la parte absidale databile tra l'XI e il XIII secolo.
Possiede una semplice facciata neoclassica e un interno ad aula unica rettangolare con volta piana. L'abside bizantina conserva affreschi chiaramente rimaneggiati o del tutto rifatti come i dipinti raffiguranti le varie fasi della passione di Cristo.
L'affresco centrale è costituito dall'immagine della Vergine col Bambino affiancata sulla destra dalla figura di san Gregorio Nazianzeno e sul lato opposto dalla figura di san Giovanni Crisostomo, in seguito trasformata in quella di san Francesco di Sales.

#### Grotta basiliana
La grotta basiliana è un insediamento rupestre di epoca bizantina situata nell'estremo lembo orientale del feudo di Bagnolo, nei pressi della serra di Montevergine.
La grotta, completamente scavata nella calcarenite, è costituita da un'ampia sala con volta sorretta da un pilastro centrale ricavato nella roccia medesima. Lungo le pareti rimangono deboli tracce di affreschi, danneggiati dall'umidità e dall'abbandono, e mensole utilizzate per appoggiarvi le lucerne.

#### Altre chiese
- Cappella del Crocifisso, fu restaurata nelle forme attuali nel 1896.

### Architetture civili
- Palazzo Papaleo, XIX secolo

### Siti archeologici

#### Menhir Bagnolo

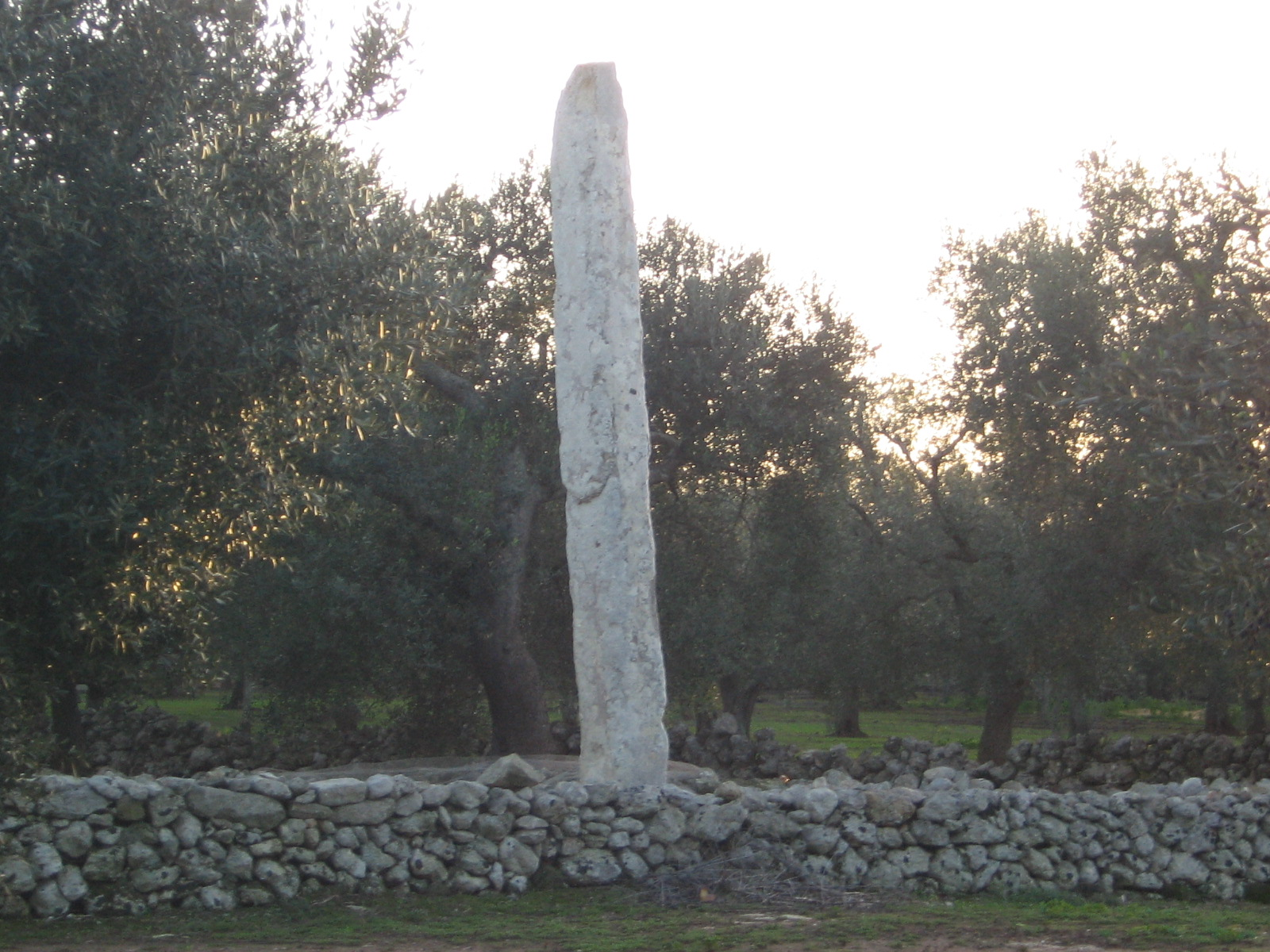
Il menhir Croce di Bagnolo

Si tratta di uno dei menhir più notevoli del Salento per dimensioni ed è realizzato in pietra leccese. Posto sulla strada provinciale che porta a Cursi, è alto 4,1 m e presenta dimensioni di base pari a  cm 46x31. Le facce più larghe sono orientate sull'asse est-ovest.

### Altro

#### Monumento a San Giorgio
Il monumento a san Giorgio martire venne eretto nel 1838 in segno di riconoscenza per aver salvato i bagnolesi da un fulmine abbattutosi sulla chiesa parrocchiale durante un violento temporale. Il monumento si compone di una colonna realizzata in pietra leccese poggiante su un basamento con balaustra traforata. Sulla sommità è posta una statua lapidea di san Giorgio raffigurato in tenuta guerriera nell'atto di trafiggere il drago ai suoi piedi.

## Società

### Evoluzione demografica

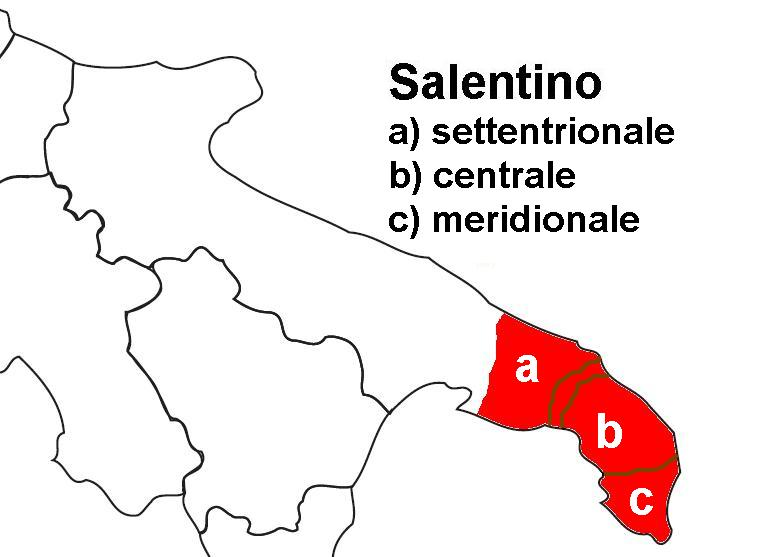
Diffusione del dialetto salentino

Abitanti censiti

### Lingue e dialetti
Il dialetto parlato a Bagnolo del Salento è il dialetto salentino nella sua variante centrale che corrisponde al dialetto leccese. Il dialetto salentino, appartenente alla famiglia delle lingue romanze e classificato nel gruppo meridionale estremo, si presenta carico di influenze riconducibili alle dominazioni e ai popoli stabilitisi in questi territori nei secoli: messapi, greci, romani, bizantini, longobardi, normanni, albanesi, francesi, spagnoli.

## Cultura

### Istruzione

#### Biblioteche
- Biblioteca comunale "Angelo Salvatore"[13]

#### Scuole
Nel comune di Bagnolo del Salento hanno sede una Scuola dell'infanzia, una Scuola primaria e una scuola secondaria di primo grado, facenti parte dell'Istituto Comprensivo Statale di Cursi.

### Eventi
- Festa di San Giorgio

Il culto per il santo fu sicuramente introdotto dai Basiliani tra il X e il XII secolo. Da rimarcare il fatto che, mentre la tradizione vuole che il Santo sia sempre rigorosamente raffigurato a cavallo mentre combatte il drago, a Bagnolo è raffigurato appiedato, con corazza, elmo e lancia, nell'atto di trafiggere il mostro che è ai suoi piedi. San Giorgio si festeggia civilmente la prima domenica di agosto. La festività religiosa ricorre invece il 23 aprile.
- Fiera di Mater Domini, prima domenica di novembre

## Economia
L'economia di Bagnolo del Salento è prevalentemente agricola. Negli ultimi decenni tuttavia, si è registrato un abbandono delle campagne, e si è sviluppato il settore terziario e le piccole imprese familiari.

### I Cordai
In passato, la più importante attività artigianale del paese era la produzione di corde (in dialetto salentino zuche), che venivano realizzate impiegando paglia di palude (pilieddhi) che vegetava soprattutto lungo le rive dei laghi Alimini. Questa veniva raccolta, ammassata e battuta con il mazzuolo (grande martello di legno) affinché assumesse l'elasticità e la flessibilità necessarie ed indispensabili per favorire l'intreccio. L'intreccio si eseguiva utilizzando un rudimentale arnese formato da una ruota fissata ad un supporto e munita di una manovella centrale che serviva per trasmettere il movimento di rotazione alla corda; l'artigiano, uniformandosi al movimento e lavorando con i palmi delle mani, aggiungeva continuamente fili di paglia in modo da allungare sempre di più la corda; contemporaneamente, per tenere sempre in tensione la corda, era costretto a camminare all'indietro. Questa attività, per le mutate condizioni di vita e per l'avvento del nylon, smise di essere remunerativa e oggi è praticamente inesistente. Ancora oggi, gli abitanti di Bagnolo sono detti zucari (cordai) in riferimento alla loro specializzazione produttiva del passato.

## Infrastrutture e trasporti

### Strade
I collegamenti stradali che interessano il comune sono:
- Strada statale 16 Adriatica, Lecce-Maglie-Otranto
- Strada Provinciale 38, Bagnolo del Salento-Cursi;
- Strada Provinciale 39, Bagnolo del Salento-Cannole-Carpignano Salentino;
- Strada Provinciale 154, Bagnolo del Salento-Palmariggi.

### Ferrovie
Il comune è servito da una stazione ferroviaria posta sulla linea ferroviaria Maglie-Otranto gestita dalle Ferrovie del Sud Est.

## Amministrazione
Di seguito è presentata una tabella relativa alle amministrazioni che si sono succedute in questo comune.
| Periodo        | Periodo           | Primo cittadino   | Partito                                                        | Carica  | Note   |
| -------------- | ----------------- | ----------------- | -------------------------------------------------------------- | ------- | ------ |
| 29 giugno 1985 | 7 giugno 1990     | Gaetano Leone     | Partito Socialista Italiano                                    | Sindaco | [ 15 ] |
| 11 giugno 1990 | 28 settembre 1992 | Antonio Serio     | Partito Comunista Italiano, Partito Democratico della Sinistra | Sindaco | [ 15 ] |
| 6 ottobre 1992 | 24 aprile 1995    | Gaetano Leone     | Partito Socialista Italiano                                    | Sindaco | [ 15 ] |
| 24 aprile 1995 | 14 giugno 1999    | Vincenzo Iaconisi | centro-sinistra                                                | Sindaco | [ 15 ] |
| 14 giugno 1999 | 14 giugno 2004    | Vincenzo Iaconisi | lista civica                                                   | Sindaco | [ 15 ] |
| 15 giugno 2004 | 8 giugno 2009     | Sonia Mariano     | centro-destra                                                  | Sindaco | [ 15 ] |
| 8 giugno 2009  | 26 maggio 2014    | Sonia Mariano     | lista civica                                                   | Sindaco | [ 15 ] |
| 26 maggio 2014 | 26 maggio 2019    | Sonia Mariano     | lista civica Impegno per Bagnolo                               | Sindaco | [ 15 ] |
| 26 maggio 2019 | 9 giugno 2024     | Irene Chilla      | lista civica Impegno per Bagnolo                               | Sindaco | [ 15 ] |
| 9 giugno 2024  | in carica         | Irene Chilla      | lista civica Bagnolo al centro                                 | Sindaco | [ 15 ] |

### Altre informazioni amministrative
Il comune fa parte dell'Unione dei comuni Entroterra idruntino.

## Sport

### Calcio
È presente la Società Sportiva Dilettantistica Polisportiva Bagnolo, che nella stagione 2024-2025 ha disputato il campionato di Prima Categoria.